# Haematopota burtoni
Haematopota burtoni är en tvåvingeart som beskrevs av Stone och Philip 1974. Haematopota burtoni ingår i släktet Haematopota och familjen bromsar. Inga underarter finns listade i Catalogue of Life.